# فريدريك ثورنتون بيترز
فريدريك ثورنتون بيترز هو عسكري كندي، ولد في 17 سبتمبر 1889 في تشارلوت تاون في كندا، وتوفي في 13 نوفمبر 1942 في ديفونبورت،ديفون في المملكة المتحدة.